# Луиђи ди Бјађо
Луиђи ди Бјађо (итал. Luigi Di Biagio; Рим, 3. јун 1971) јесте италијански фудбалски тренер и бивши фудбалер. Тренутно је без ангажмана.

## Каријера

### Клупска каријера
Ди Бјађо је фудбалску каријеру започео у јуниорима римског Лација, док је за сениорски тим одиграо свега једну првенствену утакмицу. После наступања за Монцу и Фођу, играч се 1995. године враћа у родни Рим где потписује за супарничку Рому. Након четири сезоне играња за клуб, ди Бјађо прелази у милански Интер.
Са Интером је играч 1999. године наступао у финалима италијанског Купа и Суперкупа док је са клубом 2003. освојио друго место у Серији А (иза Јувентуса који је имао седам бодова предности).
Након тога ди Бјађо је играо за Брешу, Ла Сторту и Асколи док је 2007. завршио играчку каријеру.

### Репрезентативна каријера
Играч је за италијанску репрезентацију дебитовао 28. јануара 1998. у сусрету против Словачке. Са репрезентацијом је наступио на два светска (1998. и 2002) те једном европском (2000) првенству.
На Светском првенству у Француској 1998. ди Бјађо је дао гол Камеруну у утакмици групе коју су Азури добили са 3:0. Међутим, био је главни трагичар утакмице четвртфинала против каснијег победника Француске када је промашио последњи и кључни једанаестерац за Италију.
Током Европског првенства 2000. ди Бјађо је дао гол Шведској у групи. За разлику од претходног турнира, играч је у утакмици полуфинала против Холандије која се одлучивала такође на једанаестерце успео реализовати погодак а Италија се пласирала у финале. Тамо су Азури у шокантној завршници изгубили од Француске, док је ди Бјађо играо до 66. минута када га је заменио Масимо Амброзини.
На Мундијалу у Јужној Кореји и Јапану 2002. играч је наступио међу првих 11 на утакмици против Еквадора коју је Италија добила са два поготка Кристијана Вијерија. Ди Бјађо је тада одиграо цео сусрет.
Своју последњу утакмицу у дресу Италије, ди Бјађо је одиграо 16. октобра 2002. против Велса у квалификационој утакмици за Европско првенство 2004. године.